# Trogon atlantycki
Trogon atlantycki (Trogon muriciensis) – dość wątpliwy taksonomicznie gatunek ptaka z rodziny trogonów (Trogonidae).
Gatunek ten jest jednym z 293 gatunków ptaków endemicznych dla Brazylii. Zasiedla tereny Alagoas, ograniczony do obszaru Stacji Ekologicznej Murici ESEC. Wcześniej dobrze znany miejscowej ludności, został odkryty naukowo wiele lat później.  
Został opisany w 2021 przez brazylijskich, kanadyjskich, paragwajskich i amerykańskich zoologów w angielskim czasopiśmie „Zoological Journal” i zaliczony do rodziny trogonów (Trogonidae) w obrębie rzędu trogonów (Trogoniformes). Należy do tzw. T. rufus complex. Z tego powodu autorzy polskiej Kompletnej listy ptaków świata uznają go za podgatunek pokrewnego i podobnego trogona stokowego (T.  cupreicauda). Według badań z 2021 roku przeprowadzonych przez Dickens et al. trogon atlantycki powinien zostać przeniesiony do rangi gatunku ze względu na różnice w jego materiale genetycznym. W artykule, gdzie opisano ten gatunek ptaka, podważano również pozycję systematyczną T. rufus amazonicus oraz T. rufus sulphureus. Przez Międzynarodowy Komitet Ornitologiczny (IOC) ptak nie jest uznawany. Gatunek monotypowy.
Do T. rufus bardzo podobny jest T. muriciensis, można go jednak rozróżnić po śpiewie. Samiec ma zielony wierzch ciała i żółty brzuch. 
Gatunek uznawany przez autorów jako krytycznie zagrożony wyginięciem (CR – Critically Endangered), jego liczebność szacuje się na 90 par. Wpisany do Brazylijskiej Czerwonej Księgi Gatunków Zagrożonych. Zagraża mu przede wszystkim nadmierna wycinka lasów, która niszczy populacje nie tylko innych ptaków, ale także ryb i bezkręgowców (utrata siedlisk dotyka prawie 90% taksonów zagrożonych z Brazylii).
Trogon ten jest dość słabo poznany, Silvera zachęca badaczy i innych naukowców, aby ci dogłębniej badali tereny stanu Alagoas.   
Dickens w wywiadzie wyjaśnia: 

Foi um resultado muito importante. Sabíamos que, provavelmente, seria uma espécie muito ameaçada, porque a Mata Atlântica do Nordeste foi destruída e o que resta é menos de 2% da área original.
To był bardzo ważny wynik. Wiedzieliśmy, że prawdopodobnie będzie to gatunek wysoce zagrożony, ponieważ Mata Atlântica do Nordeste została zniszczona i pozostało mniej niż 2% pierwotnego obszaru.